# 山元酒造
山元酒造株式会社（やまもとしゅぞう）は、鹿児島県薩摩川内市五代町（旧・川内市）に本社を置く酒類醸造会社である。日本名門酒会に加盟している。

## 沿革
- 1912年（大正元年）- 鹿児島県川内市五代町14番地にて創業
- 1951年（昭和26年）- 山元酒造合資会社設立
- 1974年（昭和49年）- 鹿児島県川内市五代町2725番地へ移転
- 1985年（昭和60年）- 東京支店設立
- 1991年（平成 3年）- 福岡支店設立
- 1992年（平成 4年）- 株式会社に変更
- 1996年（平成 8年）- リキュールの製造免許を取得

## 所在地
- 本社：鹿児島県薩摩川内市五代町2725番地
- 東京支店：東京都中央区新川1-8-19-1108
- 大阪支店：大阪府大阪市淀川区西中島6-9-20-505号
- 福岡支店：福岡県福岡市博多区祇園町24 ルエメゾンロワール祇園301号

## 主な銘柄
- さつま五代（芋焼酎）
- 蔵の神（芋焼酎） - モンドセレクション受賞歴がある
- さつまおごじょ（芋焼酎）
- 山元（販売店限定芋焼酎）
- さつま五代 友厚さん（芋焼酎）
- 五代麦長期貯蔵酒（麦焼酎）
- 至福の陶酔（麦焼酎）
- 五代麦（麦焼酎）
- 銀座のしろうさぎ（米焼酎）
- 木花咲耶姫 （そば焼酎）
- 千代（灰持酒）
- アロマ梅酒（リキュール）
- キンカン娘（リキュール）
- 梅太夫（リキュール）

## CM出演者
- 佐野浅夫
- 五代裕作 - 『めぞん一刻』の主人公キャラクター。「さつま五代」と主人公「五代裕作」つながり。
- 樹木希林
- 柴田美咲

## 関連企業
- オガタマ酒造